# 폴란드의 철도

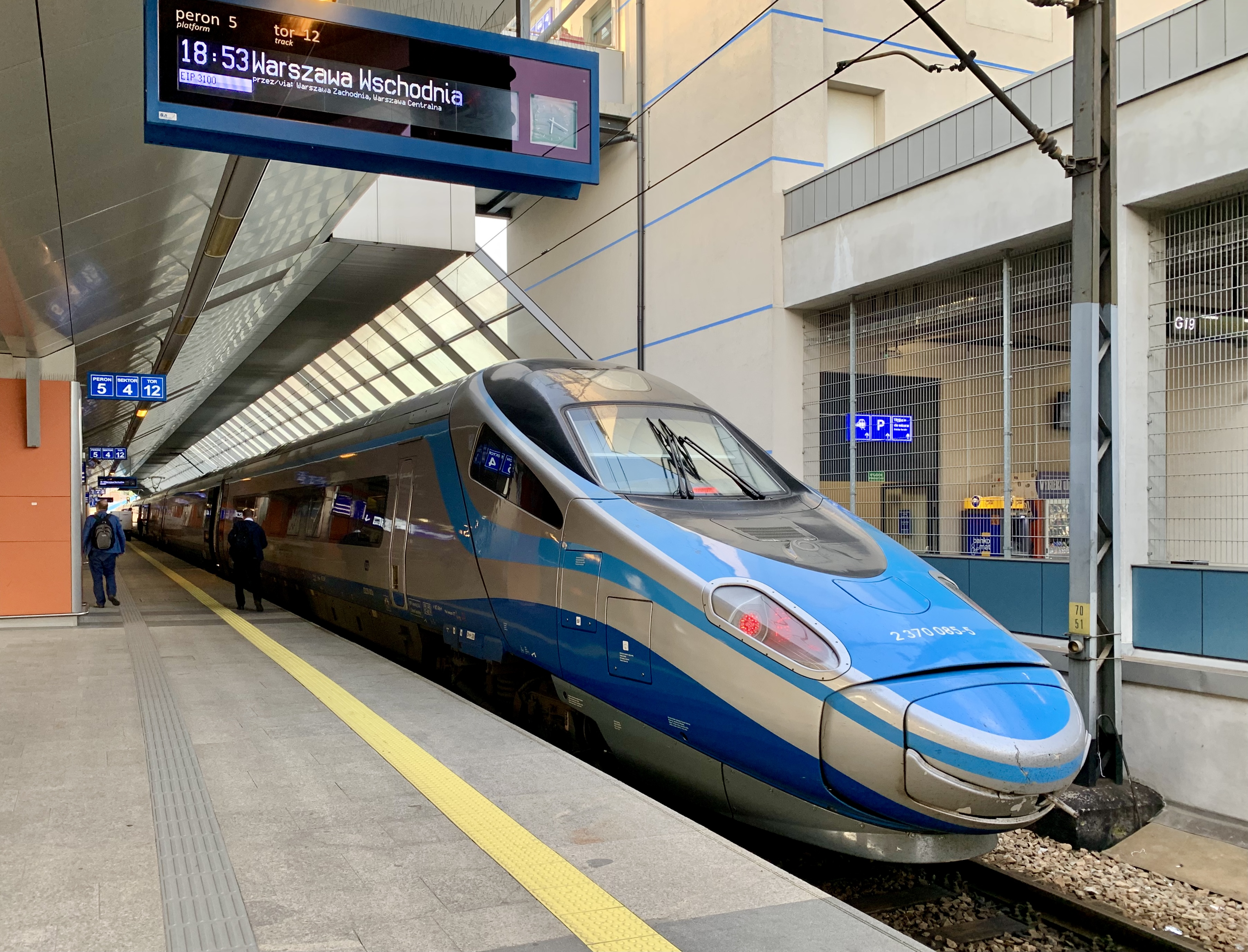
2019년의 크라쿠프에서의 뉴펜돌리노의 모습.

폴란드의 철도는 2019년 기준으로 18,510km(11,500 mi) 길이의 선로로 구성되어 있고,:18 이 중 11,998km(7,455 mi)가 전기철도로,:26 국가 전기 시스템은 3 kV DC이다.
폴란드는 국제 철도 연맹(UIC)의 회원국으로, 국가 코드는 51번이다. 폴란드의 철도는 다양한 공공, 민간 철도 기업이 운영하지만, 대부분의 철도는 PKP 그룹이 운영하고 있다. PKP 그룹이 운영하는 것을 제외하고는 각 주가 직접 운영하거나, 민간 철도/화물 기업이 운영한다.

## 개요
폴란드의 대부분의 철도망은 제2차 세계대전 이전에 독일 제국의 Deutsche Reichsbahn과 러시아 제국이 건설했고, 일부는 1946년에 들어선 폴란드 인민 공화국이 건설했다. 폴란드의 철도망은 오래되어 낙후되고 관리 부실로 인해 2,813 km(1,748 mi)를 제외한 많은 구간이 160 km/h(99 mph) 이하로 제한된다.
폴란드가 2004년 유럽 연합에 가입하고 유럽 투자 은행(EIB)은 폴란드의 철도망을 개선하고자 자금을 모았고, 2014년 6월까지 유럽 투자 은행은 폴란드의 철도 개선 프로젝트에 19억 유로를 제공했다. 이후 PKP 그룹의 철도차량을 현대화하고자 5억 7800만 유로가 추가로 제공되었고, 2014년 알스톰의 펜돌리노를 구매하는 데에 6억 6500만 달러 중, EIB는 3억 4200만 달러를 제공하였다.

2017년 기준 폴란드의 노선별 최고속도 비율.

현재 폴란드에는 200 km/h(124 mph) 이상의 속도로 운영되는 고속 철도가 없다. 수도인 바르샤바와 카토비체, 크라쿠프를 연결하는 중앙 철도가 250 km/h(155 mph) 이상으로 달릴 수 있도록 건설되었지만, 30년 이상 폴란드에는 160 km/h(99 mph) 이상으로 운영되는 열차가 존재하지 않았다. 2008년부터 폴란드 중앙 철도에는 고속 열차에 필요한 Cab 신호 전달 기능을 제공하는 "유럽 열차 제어 시스템"을 설치하여 더 높은 속도로 달릴 수 있도록 하였다. 2014년 12월 14일 이후로 중앙 철도의 90km 구간에서는 200km/h의 속도로 운영되고 있고, 2013년 1월 중앙 철도에서 시험 운행한 뉴펜돌리노가 293km/h를 기록하여 폴란드의 최고 철도차량 기록을 세웠다.
2011년부터 2015년까지 PKP 그룹은 바르샤뱌-그단스크-그디니아 철도 노선을 최대 200km/h(124 mph) 속도로 달릴 수 있게 하기 위한 선로 교체 등의 작업을 위해 유럽 투자 은행의 자금 지원을 받아 30억 달러로 철도를 정비했다. 2014년 12월에는 알스톰의 펜돌리노가 바르샤바-그단스크-크라쿠프 철도 노선에 사용되어 그단스크에서 바르샤바까지의 철도 이동 시간을 2시간 58분으로 단축했고, 2015년 말에는 2시간 37분으로 단축했다.
2008년에 폴란드 정부는 2020년까지 프랑스의 고속열차 TGV 모델을 사용하는 "Y 노선을 건설할 것이라고 발표하였는데, 이 노선은 바르샤바와 우치, 포즈난, 브로츠와프를 최대 320km/h로 이동할 수 있게 건설되었다. 이 계획에는 중앙 철도를 250km/h까지 속도를 올릴 수 있도록 정비하는 것이 포함되어 있었는데, 이는 폴란드의 중앙철도가 프랑스의 LGV 노선이 유사하게 건설되었기 때문이다. 2011년 12월 이 계획은 높은 비용으로 인해 2030년까지 연기되었다.
2008년, 폴란드를 지나가는 외국 철도는 서유럽과 동유럽을 잇는 유로시티와 유로나이트 등이 있다.